# Solpugema marshalli
Espèce
Synonymes
- Solpuga marshalli Pocock, 1895

Solpugema marshalli est une espèce de solifuges de la famille des Solpugidae.

## Distribution
Cette espèce se rencontre en Afrique du Sud et au Zimbabwe.

## Description
Le mâle holotype mesure 21 mm.

## Étymologie
Cette espèce est nommée en l'honneur de Guy Anstruther Knox Marshall.

## Publication originale
- Pocock, 1895 : Notes on some of the Solifugae contained in the collection of the British Museum, with descriptions of new species. Annals and Magazine of Natural History, sér. 6, vol. 16, p. 74–98 (texte intégral).